# ستيفن هال (مؤلف)
ستيفن هال (بالإنجليزية: Steven Hall)‏ (1975، مانشستر في المملكة المتحدة)؛ كاتب وروائي بريطاني.